# Albert Piccardo della Scala
Albert Piccardo della Scala fou fill de Bocca della Scala. Els seus fills van rebre del Papa Nicolau III el castell d'Illasi pels seus serveis a l'església. Va morir passat el 22 de novembre de 1288. Es va casar primer amb Enida, filla d'Enric, senyor d'Egna; i després amb Margarida, filla del marquès Obert Pallavicini. Va deixar tres fills: Frederic della Scala, Albert della Scala (mort el 1301) i Isabella.